# Molophilus titanius
Molophilus titanius là một loài ruồi trong họ Limoniidae. Chúng phân bố ở miền Australasia.